# Longnewton
Longnewton – wieś w Anglii, w hrabstwie ceremonialnym Durham, w dystrykcie (unitary authority) Stockton-on-Tees. Leży 110 km na północny zachód od miasta Durham i 478 km na północ od Londynu.